# Три мушкетери (мюзикл)
«Три мушкетери» (рос. Три мушкетёра) — українсько-російський новорічний музичний фільм з Володимиром Зеленським, Анною Ардовою, Русланою Писанкою та Альоною Свиридовою у головних ролях. Комедія вийшла на екрани 31 грудня 2004 року на каналах «Росія» (Росія) та «Інтер» (Україна).

## Сюжет
Головний герой, молодий та цілеспрямований д'Артаньян (Володимир Зеленський), вирушає в Париж зробити кар'єру мушкетера у королівському полку. Там він знайомиться з Атосом (Альона Свиридова), Портосом (Руслана Писанка) і Арамісом (Анна Ардова), з якими гасконець має згодом теплі дружні стосунки. Капітан жіночого полку Де Тревіль (Армен Джигарханян), звісно ж, у такому оточенні плете інтриги та пліткує. Французька столиця дарує д'Артаньяну й перше кохання — Констанцію Бонасьє (Юлія Началова). Королева Анна Австрійська (Амалія Мордвінова) змушує весь час французького короля Людовіка XIII (Юрій Стоянов), який звик бути у центрі уваги, вести здоровий спосіб життя, а сама крутить шури-мури з лордом Бекінгемом (Вілле Хаапасало). Головним ворогом всіх героїв є підступна кардинальша мадам Рішельє (Андрій Данилко).

## В ролях
| Актор                 | Роль                                   |
| --------------------- | -------------------------------------- |
| Володимир Зеленський  | д'Артаньян                             |
| Альона Свиридова      | Атос                                   |
| Руслана Писанка       | Портос                                 |
| Анна Ардова           | Араміс                                 |
| Амалія Мордвінова     | Королева Анна Австрійська              |
| Юрій Стоянов          | Король Людовік XIII                    |
| Андрій Данилко        | Мадам Рішельє                          |
| Армен Джигарханян     | Капітан Де Тревіль                     |
| Юлія Началова         | Констанція Бонасьє                     |
| Станіслав Садальський | Ла Шене                                |
| Вілле Хаапасало       | Герцог Бекінгемський                   |
| Неоніла Білецька      | Дама-мушкетер                          |
| Олексій Вертинський   | Молбі, помічник герцога Бекінгемського |
| Юрій Крапов           | гвардієць кардинала                    |
| Сергій Казанін        | гвардієць кардинала                    |
| Денис Манжосов        | гвардієць кардинала                    |
| Олександр Пікалов     | гвардієць кардинала                    |
| Олександр Гетманський | господар таверни                       |
| Жасмін                | співачка на площі                      |
| Тетяна Нєдєльська     | співачка на площі                      |
| Володимир Етуш        | батько д'Артаньяна                     |

## Знімальна група
- Режисер-постановник: Тінатін (Тіна) Баркалая
- Автори сценарію: Володимир Зеленський, Борис Шефір, Сергій Шефір
- Оператор: В'ячеслав Лазарєв
- Композитор: Максим Дунаєвський
- Текст пісень: Юрій Ентін
- Художники: Олеся Бондар, Юрій Маковейчук
- Продюсерська група: Елла Бобленюк, Олександр Бондар
- Сопродюсер: Геннадій Гохштейн
- Продюсери: Владислав Ряшин, Олексій Гончаренко

## Пісні
| Назва пісні (рос.)       | Виконавець                                       |
| ------------------------ | ------------------------------------------------ |
| «Песня уличных певиц»    | Жасмін & Тетяна Нєдельська                       |
| «Песня мадам Ришелье»    | Андрій Данилко                                   |
| «Песня короля»           | Юрій Стоянов & Амалія Мордвінова                 |
| «Песня Констанции»       | Юлія Началова                                    |
| «Ах, парижские соблазны» | Альона Свиридова & Руслана Писанка & Анна Ардова |
| «Придёт успех»           | Володимир Зеленський                             |

## Цікаві факти
- На відміну від роману А. Дюма «Три мушкетери», в якому мушкетерами та кардиналом були тільки чоловіки, у мюзиклі показано жіночий полк та мадам Рішельє.
- Анна Ардова, яка зіграла Араміса, є падчеркою актора Ігоря Старигіна, який також у 1978 році у фільмі Георгія Юнгвальда-Хількевича «Три мушкетери» зіграв Араміса.